# The Golden Orpheus Festival 1984
The Golden Orpheus Festival 1984 es la primera grabación en vivo de Al Bano & Romina Power desde el teatro Summer en Slunchev Bryag. La cara A contenía viejos éxitos de Al Bano Carrisi y la cara B del álbum contenía éxitos de Al Bano & Romina Power como dueto. Fue publicado en 1984 bajo el sello de Balkanton.

## Track listing
| Cara A |                          |          |  |
| N.º    | Título                   | Duración |  |
| 1.     | «Nel Sole»               |          |  |
| 2.     | «Io Di Notte»            |          |  |
| 3.     | «13, Storia D'Oggi»      |          |  |
| 4.     | «Il Ragazzo Che Sorride» |          |  |
| 5.     | «Mattino»                |          |  |
| 6.     | «O Sole Mio»             |          |  |

| Cara B |                               |          |  |
| N.º    | Título                        | Duración |  |
| 1.     | «Felicità»                    |          |  |
| 2.     | «Sharazan»                    |          |  |
| 3.     | «Ci Sarà»                     |          |  |
| 4.     | «La Siepe»                    |          |  |
| 5.     | «The House of the Rising Sun» |          |  |